# 1918年古突士騷亂
1918年古突士骚乱是1918年10月31日在荷属东印度三宝垄县古突士发生的一场種族骚乱。在骚乱中，爪哇市民烧杀抢掠华人区，造成约10人死亡，数十人受伤，导致该市一半的华人逃往三宝垄和爪哇的其他城市。

## 背景
古突士骚乱并非孤立事件，而是在荷属东印度伊斯蘭聯盟等组织反殖民抵抗、中國民族主义兴起、社会急剧变革、传统关系破裂的背景下发生的。印度尼西亚华人和爪哇人之间的关系。由于印度群岛的华人经常充当印尼原住民和荷兰人之间的中间人，他们也容易受到针对殖民地经济或社会不公正的攻击和欺凌。
Masyhuri表示，造成骚乱的直接因素是古突士穆斯林特别强烈的宗教态度，以及极左激进主义的兴起，他认为这引发了穆斯林城镇居民的反抗。激进的行动。他指出，大多数荷兰語消息来源都指责伊斯兰联盟，但他认为這些指責过于简单化，可能是因为荷蘭人不喜欢该组织。The Siauw Giap認為，印尼历史上存在系统性的反华暴力先决条件，当条件成熟时，这些暴力可能会蔓延开来。在这种情况下，他将古突士关系的破裂部分归咎于華人和原住民老板之间最近丁香烟行业的经济竞争。
引发骚乱的事件发生在前一天。1918年10月下旬，古突士华人社区在城市中举行仪式游行，纪念民间宗教人物大伯公，希望以此抵御肆虐城市的1918年流感大流行。10月30日，其中一支身穿阿拉伯人、非洲人、中國国王等服装的游行队伍与正在修复Menara Kudus清真寺的爪哇市民面对面。看到模仿哈吉和阿拉伯服装的景象激怒了在场的一些穆斯林。由于朝两个相反方向行驶的马车拒绝让路，游行队伍停了下来；结果演变成一场斗殴，被警察驱散。

## 10月31日騷亂
10月31日上午，古突士伊斯蘭聯盟的办公室召开了一次会议，由警察局长、 Kudus的華人官員和其他人参加，以平息因斗殴而引发的紧张局势。但与此同时，一些人（可能与伊斯蘭聯盟有联系，也可能没有联系）在附近的爪哇城镇和地区走动，号召人们下午6点在清真寺塔楼见面。
警察在古突士设置了检查站，但由于到晚上8点还没有发生任何事情，许多警察就回家了。就在那时，大约80名爪哇市民走进华人区，开始试图破门而入，而一群人则在远处观看。警察仍在现场，但人数太少，无法阻止正在发生的骚乱。因此，骚乱的人数增加到了更多，可能有2000人，并开始烧毁华人区的房屋和企业。此时，古突士居民向三宝垄县请求军事援助。
当晚发生的事情存在争议。据历史学家Masyhuri称，到晚上10点30分，许多最初的骚乱者开始离开，并带走了贵重物品，一些留下来的人开始帮助受害者。另一方面，三宝垄报纸《壟川中央爪哇日報》称，骚乱者在此时突然转身与警方发生冲突，造成多人受伤，其中一人后来在医院死亡。Masyhuri强调，古突士华人并没有试图抵抗骚乱，许多人躲在家里，当房屋被毁时，他们捨棄家產直接逃走。随着军队从三宝垄抵达，骚乱最终于11月1日凌晨结束。

## 後果
骚乱的直接后果是近一半的古突士华人（大约四千人中的两千人）逃往三宝垄和其他城市。第二天的报纸报道了早班火车抵达三宝垄的景象，8节车厢都挤满了来自古突士的華人家庭。三宝垄荷兰语报纸《De Locomotief》当天报道称，已确认9名華人死亡，其中7人死于火灾，爪哇族方面尚未公布死亡人数。截至11月1日，荷兰警察突袭了古突士及其周边的爪哇城镇，三周后逮捕了大约159 人。伊斯蘭聯盟谴责这些逮捕是不分青红皂白和任意的，因为许多镇民在事后在几乎没有证据的情况下被捕。伊斯蘭聯盟否认参与了骚乱，并指责荷兰人在大规模逮捕期间出于政治原因针对伊斯蘭聯盟的 Kudus成员。
荷属东印度群岛的华人社区虽然富有，但没有政治权力，他们组织起来支持他们认为被荷兰当局抛弃的古突士受害者。一些早期的筹款活动在三宝垄进行，劳工组织和商人为流离失所的古突士华人协调住房和物资。在11月16日举行的東印度全国会议上，成立了一个正式组织来协调救灾工作，以便印度各地的地方组织可以向单一中央委员会汇款。

## 審判
从 1919年12月到1920年2月，荷蘭殖民當局對古突士骚乱后被捕的人在三宝垄的土著法院（荷蘭語： Landraad (Nederlands-Indië))进行了大规模审判。该案成为许多当地报纸每日的头版新闻。終身判決于1920年2月25日进行，当时有相当多的人被判死刑。被捕者被判处3至5年监禁，有些人因缺乏证据而被释放。